# 安德尔河畔雷尼亚克
安德尔河畔雷尼亚克（法語：Reignac-sur-Indre，法語發音：[ʁɛɲak syʁ ɛ̃dʁ] ⓘ）是法国安德尔-卢瓦尔省的一个市镇，位于该省东南部，属于洛什区。

## 地理
安德尔河畔雷尼亚克（47°13'56"N, 0°55'0"E）面积22.44 平方千米，位于法国中央-卢瓦尔河谷大区安德尔-卢瓦尔省，该省份为法国中西部省份，北起萨尔特省、东北接卢瓦-谢尔省，东南接安德尔省，南至维埃纳省，西临曼恩-卢瓦尔省。
与安德尔河畔雷尼亚克接壤的市镇（或旧市镇、城区）包括：锡戈涅、安德尔河畔阿宰、谢迪尼、库尔赛、多吕勒塞克、托克西尼-圣博。

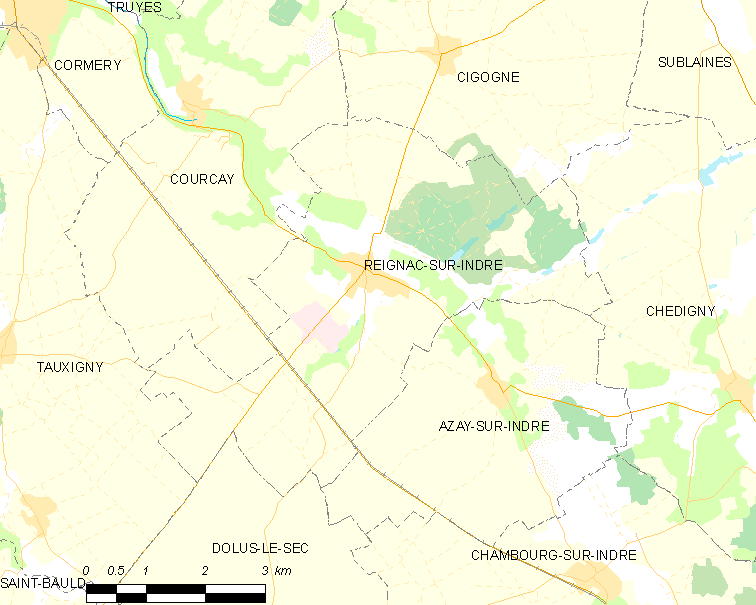
安德尔河畔雷尼亚克的OSM定位图

安德尔河畔雷尼亚克的时区为UTC+01:00、UTC+02:00（夏令时）。

## 行政
安德尔河畔雷尼亚克的邮政编码为37310，INSEE市镇编码为37192。

## 政治
安德尔河畔雷尼亚克所属的省级选区为洛什县。

## 人口

1962-2008年间安德尔河畔雷尼亚克人口变化图示

安德尔河畔雷尼亚克于2022年1月1日时的人口数量为1309人。